# Runescape
RuneScape är ett MMORPG-spel med fantasy-tema. Spelet utvecklas och ges ut av det brittiska företaget Jagex och gavs först ut den 4 januari 2001.
Spelarna behöver inte följa någon utstakad väg eller handling utan kan öka sina erfarenheter ("experience"/"XP") och "träna" på någon av de tillgängliga förmågorna/yrkena ("Skills"), exempelvis hugga ved eller smida vapen och rustningar, slutföra uppdrag ("quests"), köpslå eller bara uppleva den fiktiva spelvärlden och kommunicera med andra spelare. Spelare kommunicerar med varandra genom att chatta, byteshandla, delta i överenskomna uppdrag, spela tävlings- eller samarbetsbaserade spel eller besöka varandras hus (av de flesta spelare kallat "POHs", "Player Owned Houses").
Spelet var från början skrivet i programmeringsspråket Java för att spelas genom en vanlig webbläsare oberoende av operativsystem, vilket innebar att det gick att spelas på i princip vilken dator som helst som var uppkopplad mot Internet. 2016 gick man över till en C++-kodad klient.
Den första tillgängliga versionen i beta-form av Runescape var tillgänglig för allmänheten i januari 2001. Spelet blev mer och mer populärt och Jagex utvecklade efter ett tag en ny spelmotor och lanserade Runescape 2. Old School Runescape som är en äldre version av Runescape, från Augusti 2007, var lanserad år 2013. Runescape samt den äldre versionen Old School Runescape kommer finnas tillgänglig för mobila enheter under 2018.
Omkring 1 miljon aktiva spelare och en halv miljon betalande medlemmar  gör Runescape till ett av de största online-spelen  i världen. Spelet introducerades den 4 januari 2001 och erbjuder både "pay-to-play" (P2P), dvs betalkonton, och "free-to-play" (F2P), det vill säga gratiskonton.

## Historia och utveckling
Version 0.1: Den första versionen startade som ett enmansprojekt. Andrew Gower, utvecklaren, startade arbetet med originalspelet under 1998. Den versionen var väldigt olik det som är Runescape idag. Versionen hade isometrisk grafik och hade namnet 'DeviousMUD'. Versionen släpptes aldrig för allmänheten och enbart en handfull människor såg den.
Version 0.2: Gower kastade 'DeviousMUD' i papperskorgen och startade en total omkodning av spelet under 1999. Även om versionen var helt omskriven liknande denna version den första, med samma typ av grafik men med några namnändringar. Versionen släpptes som en beta-version för allmänheten under cirka en vecka, för att sedan återtas.
Version 1.0: Gower startade ett tredje försök med projektet under oktober 1999. Denna gång fick han hjälp av sin bror, Paul Gower. Den isometriska vyn var utbytt med 3D-grafik och 2D-spritar. Spelet döptes om till Runescape och släpptes för allmänheten den 4 januari 2001. Spelet var med i det brittiska programmet "The Screen Savers" som en del av "Megan's Download of the Day" den 25 januari 2002  Den versionen är fortfarande online idag och kallas för Runescape Classic. Den 12 januari 2006 blev spelandet av detta spel endast tillåtet för medlemmar (P2P) som hade loggat in minst en gång mellan det datumet och den 5 augusti 2005. Jagex har meddelat att inga fler nyskapande av konton i detta spel kommer att möjliggöras. År 2018 släcktes Runescape Classic efter 17 år online
Jagex skapas: I december 2001 grundades Jagex i syfte att vara ett kommersiellt företag. Jagex tog hand om Runescape tillsammans med alla relaterade tekniker, och fortsatte att vidareutveckla spelet. Andrew Gower blev företagets ansvarige utvecklare.
Introduktion för medlemmar: Den 27 februari 2002 släppte Jagex valmöjligheterna att bli medlem ("members service"), vilket möjliggjorde för spelarna att betala för att ha tillgång till veckovisa uppdateringar.
Version 2.0: Det som ursprungligen var planerat att bli en uppdatering av grafiken, gjorde att Jagex utförde en total omskrivning och en ny spelmotor, ändrade grafiken till full 3D, samt genomförde en rad andra betydande förbättringar. Under utvecklingsstadiet kallades versionen för Runescape 2. Namnet ändrades sedan till Runescape, men namnet Runescape 2 används fortfarande för att skilja den versionen från Runescape Classic. En inkomplett beta-version av denna version var tillgänglig för medlemmar den 1 december 2003, och den färdiga versionen släpptes den 29 mars 2004.
Version 3.0: Denna uppdatering kallas för Runescape 3, och släpptes den 22 juli 2013. Denna version kallas "Evolution of Combat" eller EoC i folkmun.

## Spelinnehåll

### Områden i Runescape
Runescape utspelar sig i världen Gielinor, vilken är uppdelad i ett flertal kungariken, öar, ödemarker med mera . Spelare kan resa i världen genom att gå, åka diverse transportfordon (exempelvis båtar, gruvvagnar, eller "gnome gliders"), eller genom teleportation via magi. Varje kungarike, ö eller skogsområde erbjuder spelaren olika typer av monster och fiender att slåss mot, olika material att bedriva hantverk med samt olika typer av äventyr och uppdrag att lösa.

### Färdigheter
Spelet är huvudsakligen baserat på färdigheter (skills) som tillåter spelare att utföra olika aktiviteter i spelet. Spelare erhåller erfarenhetspoäng i en färdighet när de utför vissa aktiviteter.

### Strid
Strid är en viktig aspekt av spelet och en av de mest direkta vägarna för att samla rikedomar, både när det gäller pengar och föremål. Strid behövs också många gånger för att ha möjlighet att slutföra äventyr i spelet.

#### Stridskategorier
Till skillnad från många andra liknande spel har Runescape inget klassystem. Spelare binds inte till någon specifik krigar-klass, och de kan fritt skifta mellan de tillgängliga stridsformerna när som helst genom att byta vapen, rustning och/eller genom att byta attackmetoder. Strid som sådan i Runescape kan dock delas in i tre huvudkategorier:
- Melee (närstrid, strida på nära håll med eller utan vapen)
- Magic (magi, strida med magiska besvärjelser)
- Ranged (projektilvapen, strida på avstånd)

Spelare kan bära vapen och rustning från alla tre klasserna samtidigt och byta dessa efter eget tycke.

#### Vapen och rustningar
Det finns många olika typer av vapen och rustningar i Runescape. Vapnen finns i olika material och har olika fördelar och krafter, men även olika krav som måste uppfyllas av spelaren, oftast att spelaren måste ha en viss nivå i en viss färdighet eller att spelaren måste ha klarat av ett visst uppdrag. En fullständig rustning består av full helm, platebody, platelegs och kiteshield, men även enklare varianter förekommer.

#### Monster
Monster är en sammanfattande term för en form av avatarer som styrs av spelet, så kallade NPC:er eller "fiender" (non-player character (icke spelbara karaktärer), som kan attackera eller bli attackerade av spelare. Exempel på monster är människor, djur, elementarer, demoner och odöda. Syftet med att attackera dessa monster är att få stridserfarenhet eller föremål av olika slag, men det kan även exempelvis ingå som ett moment i ett äventyr.
Monstren sträcker sig från nybörjarnivå (stridsnivå 1-3) i form av exempelvis kor, kycklingar och människor, till mycket mäktiga stora bossar på level 10000. Varje typ av monster har olika styrkor och svagheter.

#### Spelare mot Spelare (PvP)
Spelare kan slåss mot varandra (PvP - Player versus Player) på den nordliga delen av världen (Wilderness). I version 1.0 kunde man attackera andra spelare överallt förutom i Lumbrige och senare i banker oavsett den andre spelarens stridsnivå, senare introducerades alternativen att kunna attackera andra spelare, och därmed själv kunna bli attackerad, eller att avstå ifrån PvP.
Betalande spelare kan även deltaga i PvP-strider utan att riskera att förlora sina medtagna ägodelar i olika mini-spel såsom "Castle Wars" och "the TzHaar Fight Pit".

### Spelartyper
Det finns två olika spelartyper, man kan vara i free världen och så kan man vara medlem. (även känt som Member.) Om man är member så kommer man att ha tillgång till flera spelområden, rustningar och vapen. Man har samt tillgång till ett flertal skills som endast är upplåsta för betalande medlemmar. 
Det finns också olika spelartyper kring spelarnas spelkaraktärer som begränsar vissa saker som spelar byten med mera. Detta är en sorts utmaning till spelarkarriären som kallas Ironman mode. Det finns en ännu svårare svårighetsgrad än den vanliga versionen av Ironman/Ironwomman som heter Hardcore Ironman/Ironwoman som har samma utmaningar som en vanlig Ironman/Ironwomman men får inte heller dö någon gång. 
Om en Hardcore Ironman/Ironwomman skulle dö kommer dennes "Hardcore" status fråntas och kontot kommer därefter att vara en vanlig Ironman/Ironwoman.

### Slumpmässiga händelser
Spelare stöter ofta på slumpmässiga händelser ("random events") som kräver att spelaren gör någon typ av handling för att få fortsätta spela. En del slumpmässiga händelser är lätta och kräver bara att spelaren klickar på NPC:n eller lämnar området en kort stund, medan andra händelser kräver att spelaren tar sig igenom labyrinter, svarar på frågor, eller härmar NPC:ns rörelser. Spelarna måste göra dessa saker ganska snabbt för att undvika att negativa saker sker, såsom att bli teleporterad till ett slumpmässigt område eller bli attackerad. Om spelaren utför åtgärden snabbt kan spelaren bli belönad med exempelvis föremål, pengar eller erfarenhetspoäng.

### Äventyr/Uppdrag
Det finns äventyr eller uppdrag ("Quests") i Runescape. Nybörjaräventyren fungerar som introduktioner för att lotsa nya spelare bland de olika färdigheterna man kan utöva. De svårare äventyren eller uppdragen är gjorda som utmaningar för de mer erfarna spelarna. Exempel på äventyr är att lösa någon världslig konflikt (som kan öppna upp nya områden på kartan) eller skaffa sig nya bra föremål. Alla äventyr innehåller någon typ av belöning och de flesta ger även spelaren en summa äventyrspoäng ("Quest points") Det finns 23 gratisuppdrag och över 168 uppdrag som man måste betala för att köra. En del äventyr ingår i en längre överlappande historia, detta brukar kallas en kampanj.
Den 15 mars 2006 släppte Jagex det hundrade äventyret i Runescape, "Recipe for Disaster", vilket är en uppföljare på det allra första äventyret - "Cook's Assistant".

### Mini-spel
Runescape har ett antal mini-spel ("mini-games"), som på sätt och vis är aktiviteter som påminner om äventyr men som kan spelas flera gånger. Mini-spel sker på olika områden och är ofta knutna till en eller flera färdigheter. Många mini-spel involverar samarbete eller tillåter spelare att tävla mot varandra. Dessa minigames är oftast anknutna till någon sorts av belöning såsom pengar eller XP.

### Ekonomi
Ekonomin i Runescape liknar på många vis ekonomin i det verkliga livet, där konceptet "tillgång och efterfrågan" spelar en stor roll när det gäller priset på olika föremål och varor. Valutan som används i Runescape är "gold pieces". Med tiden har dock ekonomin i Runescape blivit plågad av inflation, eftersom antalet "gold pieces" i omlopp är i princip obegränsat och ständigt ökande på grund av allt monsterdödande och den magiska formeln "Alchemy" som omvandlar ett föremål till "gold pieces". Detta i kombination med att fler och fler värdefulla föremål upptäcks (bland annat genom belöningar från dödade monster), vilket gradvis minskar priset på dessa föremål.
Ett försök från Jagex att stoppa inflationen var introduceringen av egna hus ("Player Owned Houses") och förmågan "construction", vilken behövs för att bygga hus, som i sig är kostsam att träna upp.
Något som förr styrde ekonomin var s.k. "rares" eller avslutade föremål. Dessa föremål kunde inte tillverkas eller hittas i spelet längre, utan måste köpas av andra spelare som har erhållit dessa föremål tidigare (till exempel vid utdelningar under helgdagar längre tillbaka i spelets historia), vilket leder till att föremålen alltid höll en viss distans till övriga föremål (som antika föremål i verkliga livet eller liknande). Dessa ökade i pris, eftersom det var några få spelare som genom olika metoder samlade på sig mängder av pengar, och köpte dessa föremål. Detta gjorde att inflationen till viss del absorberades av dessa föremål. Föremålen i sig ger inga större fördelar i spelet annat än status.
Ekonomin ändrades avsevärt i och med introduktionen av "Grand Exchange", ett ställe där spelare kan köpa och sälja saker av varandra mycket lättare. Detta vände på inflationen, som idag ligger på en stabil nivå. "Rares" har sedan en uppdatering till "Grand Exchange" under 2008, minskat i pris väldigt mycket, men vissa av dem är fortfarande bland de dyraste föremålen i spelet.

## Spelgemenskapen
Spelarna i Runescape representerar en rad olika nationaliteter och åldrar, men spelets grundinterface är på engelska. Sedan version 2.1 finns dock utökat teckenstöd vilket gör att många spelare talar sitt eget språk inne i spelet. Ett antal diskussionsforum, finns tillgängliga för spelarna på Runescapes webbplats, samt ett fristående Runescape Community med ett forum med över 100 000 medlemmar.

### Klaner
En vanlig företeelse i Runescape är att flera spelare tillsammans bildar brödraskap eller klaner med uppgift att strida och/eller utföra olika aktiviteter, så kallade Clan events. Klanerna har inget direkt stöd i själva spelet Runescape eller via Jagex utan bildas ofta genom externa vägar, exempelvis fan-sajter och forum.